# Biotehniška fakulteta v Ljubljani
Biotehniška fakulteta (kratica BF) je fakulteta, ki je članica Univerze v Ljubljani, s sedežem na Jamnikarjevi 101 v Ljubljani. Nastala je 8. maja 1947 kot Agronomska fakulteta v Ljubljani, ki so ji kasneje dodali oddelke za gozdarstvo, veterinarstvo in živinorejo (danes Oddelek za zootehniko). Ob preoblikovanju Prirodoslovno matematične fakultete in ustanovitvi Oddelka za biologijo se je v začetku šestdesetih preimenovala v Biotehniško fakulteto. Po tistem so ustanovili še oddelke za živilstvo, lesarstvo in krajinsko arhitekturo, oddelek za veterinarstvo pa se je formiral v samostojno Veterinarsko fakulteto.
Danes je fakulteta organizirana v sedmih oddelkih, pod njenim okriljem pa delujeta tudi botanični vrt v Ljubljani in Centralna biotehniška knjižnica. Oddelek za biologijo ima ločeno knjižnico, v skupnem upravljanju z Nacionalnim inštitutom za biologijo.
Trenutna dekanja je Marina Pintar.

## Organizacija
- Oddelek za agronomijo

- Katedra za aplikativno botaniko, ekologijo in fiziologijo rastlin
- Katedra za entomologijo in fitopatologijo
- Katedra za poljedelstvo in sonaravno kmetijstvo
- Katedra za agrarno ekonomiko, ruralno sociologijo in razvoj podeželja
- Katedra za informatiko
- Katedra za statistiko
- Katedra za pridelovanje krme in pašništvo
- Katedra za kmetijsko tehniko
- Katedra za genetiko, biotehnologijo in žlahtnjenje rastlin
- Katedra za sadjarstvo
- Katedra za agrometeorologijo
- Katedra za urejanje kmetijskega prostora in agrohidrologijo
- Katedra za vinogradništvo
- Katedra za vrtnarstvo

- Oddelek za biologijo

- Botanični vrt
- Katedra za biokemijo
- Katedra za botaniko in fiziologijo rastlin
- Katedra za ekologijo in varstvo okolja
- Katedra za fiziologijo, antropologijo in etologijo
- Katedra za molekularno genetiko in biologijo mikroorganizmov
- Katedra za zoologijo
- Skupina za biološko izobraževanje

- Oddelek za gozdarstvo in obnovljive gozdne vire

- Katedra za gojenje gozdov
- Katedra za gozdno tehniko in ekonomiko
- Katedra za krajinsko znanost in geoinformatiko
- Katedra za urejanje gozdov in ekosistemske analize
  - Skupina za uporabno matematiko
  - Skupina za urejanje gozdov in prirastoslovje

- Katedra za zdravje gozda in upravljanje prostoživečih živali

- Oddelek za živilstvo

- Katedra za biotehnologijo
- Katedra za humano prehrano
- Katedra za kemijo
- Katedra za mikrobiologijo
- Katedra za tehnologijo mesa in gotovih jedi
- Katedra za tehnologije rastlinskih živil
- Katedra za vinarstvo
- Katedra za vrednotenje živil
- Katedra za živilsko mikrobiologijo

- Oddelek za lesarstvo

- Katedra za lepljenje, lesne kompozite, obdelavo površin in konstruiranje
- Katedra za tehnologijo lesa
- Katedra za lesne škodljivce, zaščito in modifikacijo lesa
- Katedra za mehanske obdelovalne tehnologije lesa
- Katedra za management in ekonomiko lesnih podjetij
- Katedra za kemijo lesa in drugih lignoceluloznih materialov

- Oddelek za zootehniko

- Katedra za genetiko, animalno biotehnologijo, imunologijo, splošno živinorejo in konjerejo
- Katedra za govedorejo, rejo drobnice, perutninarstvo, akvakulturo in sonaravno kmetijstvo
- Katedra za etologijo, biometrijo in selekcijo ter prašičerejo
- Katedra za agrarno ekonomiko, politiko in pravo
- Katedra za prehrano
- Katedra za mikrobiologijo in mikrobno biotehnologijo
- Katedra za mlekarstvo

- Oddelek za krajinsko arhitekturo

- Katedra za krajinsko planiranje in tehniko
- Katedra za krajinsko kulturo

## Dekani Biotehniške fakultete
- 2022/...  Marina Pintar, redna profesorica
- 2020/22 Nataša Poklar Ulrih, redna profesorica
- 2018/20 Emil Erjavec, redni profesor
- 2016/18 Miha Humar, redni profesor
- 2014/16 Davorin Gazvoda, redni profesor
- 2012/14 Igor Potočnik, redni profesor
- 2010/12 Mihael J. Toman, redni profesor
- 2008/10 Franc Štampar, redni profesor
- 2006/08 Janez Hribar, redni profesor
- 2004/06 Jože Osterc, redni profesor
- 2002/04 Jože Resnik, redni profesor
- 2000/02 Iztok Winkler, redni profesor
- 1998/00 Peter Maček, redni profesor
- 1996/98 Franc Lobnik, redni profesor
- 1994/96 Janez Hribar, izredni profesor
- 1992/94 Andrej Šalehar, redni profesor
- 1989/92 Jože Kovač, redni profesor
- 1987/89 Marijan Kotar, redni profesor
- 1985/87 Boris Sket, redni profesor
- 1983/85 Franc Sunčič, redni profesor
- 1981/83 Srdjan Bavdek, redni profesor
- 1979/81 Franc Bučar, redni profesor
- 1978/79 Franc Ločniškar, redni profesor
- 1977 Franc Bitenc, redni profesor
- 1975/77 Andrej Martinčič, izredni profesor
- 1973/75 Dušan Mlinšek, redni profesor
- 1971/73 France Adamič, redni profesor
- 1969/71 Stane Valentinčič, redni profesor
- 1967/69 Aleksander Konjajev, redni profesor
- 1965/67 Ernest Mayer, redni profesor
- 1963/65 Zdravko Turk, redni profesor
- 1961/63 Vinko Sadar, redni profesor
- 1959/61 Srečko Vatovec, redni profesor
- 1958/59 Jože Levstik, redni profesor
- 1957/58 Franjo Rainer, izredni profesor
- 1955/57 Fran J. Zavrnik, redni profesor
- 1954/55 Ivo Jelačin, redni profesor
- 1953/54 Franjo Sevnik, redni profesor
- 1951/53 Vinko Sadar, redni profesor
- 1947/51 Alfonz Pirc, redni profesor